# Касадо, Пабло
Па́бло Каса́до Бла́нко (исп. Pablo Casado Blanco; род. 1 февраля 1981, Паленсия) — испанский адвокат и политик, член Народной партии. С 21 июля 2018 года по 2 апреля 2022 года занимал должность председателя партии. Член Конгресса депутатов Испании в 2011—2022 годах.

## Биография
Пабло Касадо родился в семье врача и преподавательницы высшей школы. Семья Касадо владеет известной офтальмологической клиникой в Паленсии. По окончании средней школы изучал юриспруденцию в Комильясском папском университете, затем перевёлся в частный вуз Центр высшего образования имени карденала Сиснероса, в конце концов получил диплом в Мадридском университете Комплутенсе. В ноябре 2007 года был принят в адвокатскую коллегию в Мадриде. В 2007—2014 годах Касадо прошёл курс MBA в Университете имени короля Хуана Карлоса. Он также получил дополнительное образование в Джорджтаунском университете и Школе управления имени Джона Ф. Кеннеди. В апреле 2018 года в связи с делом о фальсификациях при выдаче диплома MBA председателя правительства автономного сообщества Мадрид Кристины Сифуэнтес, приведшего к её отставке, высказывались сомнения в законности получения некоторых документов об образовании Пабло Касадо.
В 2003 году Касадо вступил в Народную партию, его наставником на политическом поприще стал Альфредо Прада, советник правительства автономного сообщества Мадрид. В 2005—2013 годах Касадо руководил «Новыми поколениями Народной партии», молодёжной территориальной организацией Народной партии в автономном сообществе Мадрид. В 2007 году Касадо был избран депутатом Ассамблеи Мадрида, где занимал должность пресс-секретаря парламентской комиссии по вопросам юстиции и государственного управления. Сложил полномочия депутата летом 2009 года. В 2009—2012 годах Касадо занимал должность директора кабинета бывшего председателя правительства Хосе Марии Аснара. На парламентских выборах 2011 года Касадо получил мандат депутата, переизбирался депутатом в 2015 и 2016 годах. В Конгрессе депутатов занимал должность помощника пресс-секретаря комиссий по вопросам юстиции и международного сотрудничества, а также возглавлял комиссию по вопросам образования и спорта.
В июне 2018 года Пабло Касадо выдвинул свою кандидатуру на пост председателя Народной партии на смену сложившему свои полномочия после вотума доверия Мариано Рахою. Вместе с Сорайей Саэнс де Сантамария одержал победу на впервые проводившихся в Народной партии праймериз и вышел во второй тур выборов. На внеочередном XIX съезде партии 21 июля 2018 года был избран председателем партии. Заявил о своей отставке с должности председателя партии на заседании Конгресса депутатов 23 февраля 2022 года в результате внутрипартийного кризиса, вызванного конфликтом между председателем правительства автономного сообщества Мадрид Исабель Диас Аюсо и центральным руководством партии.
С 2009 года Пабло Касадо женат на Исабель Торрес Ортс, в семье растут дочь и сын.